# Opleidingsbedrijf
Een opleidingsbedrijf (ook wel samenwerkingsverband, leerwerkplaats, opleidingleerbedrijf, praktijkopleidingscentrum, etc.) is een samenwerkingsverband, meestal een rechtspersoon als een vereniging of stichting,  van bedrijven meestal binnen eenzelfde branche welke op het gebied van opleidingen, meestal in het middelbaar beroepsonderwijs (mbo) dienstverlening verricht ten gunste van een selecte groep (vaak regionale)bedrijven.
De term opleidingsbedrijf is voor deze groep van opleidende bedrijven voor het eerst geformaliseerd en in gebruik genomen op 4 maart 2008 toen een groep van 50 opleidingsbedrijven binnen de bouwsector op hetzelfde moment een vakgroep ging vormen binnen de brancheorganisatie Bouwend Nederland. Wim Overeem, de eerste vakgroepsecretaris, zelf afkomstig uit het werkveld als directeur van opleidingsbedrijf VSPB in Zwolle, heeft de eerste twee jaar deze functie bekleed. De huidige vakgroepsecretaris is Paul Uijlenbroek. De sector telt minder dan zeventig opleidingsbedrijven waarvan grofweg 2/3e zich richt op woning- en utiliteitsbouwberoepen en 1/3 op weg- en waterbouwberoepen.
Binnen de installatiesector is een vergelijkbare structuur. De grootste groep opleidingsbedrijven zijn weliswaar geen onderdeel van de brancheorganisatie Uneto-VNI, maar wel nauw verwant. In 2008 heeft een fusie tussen de toenmalige ROI's en Elektrawerkstichtingen geleid tot een nieuwe landelijke structuur onder de naam Installatiewerk Nederland. Installatiewerk heeft een zevental regio's met een 50 tal opleidingswerkplaatsen.  Naast Installatiewerk zijn er nog diverse opleidingsbedrijven actief binnen de installatiesector. In de zuidelijke provincies is de TEB vakschool ook actief met een zestal opleidingswerkplaatsen. De kleinere brancheorganisatie NVKL (koudetechniek & luchtbehandeling) heeft met NVKL GO° een landelijk opleidingsbedrijf. Er is een goede samenwerking tussen beide verwante branches en dito opleidingsbedrijven. Binnen deze opleidingsbedrijven worden leerlingen opgeleid voor elektra, werktuigbouw en koel- en klimaattechnieken.
Naast deze grote branches welke samen goed zijn voor ruim 100 opleidingsbedrijven zijn er binnen aanverwante (vooral technische) sectoren nog ruim 100 opleidingsbedrijven actief. Denk aan de OBM (metaal), Schildersco^ol, samenwerkingsverbanden Meubel, OLC (Automobielbranche), STUC Werk en Leren en vele anderen.
De opleidingsbedrijven in de bouw zijn begin jaren tachtig van de 20ste eeuw ontstaan als antwoord op de vele ontslagen leerlingen vanwege de toenmalige crisis. De bouw was de eerste met opleidingsbedrijf Doetinchem onder leiding van Jan Helming. Andere samenwerkende regionale bouwbedrijven volgden. Ook andere aan de bouw gerelateerde sectoren, zoals de meubel- en schilderssector volgden spoedig. Door samen te werken hoopten de bedrijven op nieuw talent te kunnen rekenen wanneer de crisis voorbij zou zijn. Deze formule bleek een enorm succes. In de laatste jaren van de 20ste eeuw volgden de metaal en autobranche met de Opleidingsbedrijf stichting GO⁰ van NVKL als hekkensluiter.